# فريدريك برنهارد غوتفريد نيكولاي
فريدريك برنهارد غوتفريد نيكولاي (بالألمانية: Friedrich Bernhard Gottfried Nicolai)‏ هو عالم فلك ألماني، ولد في 25 أكتوبر 1793 في براونشفايغ في ألمانيا، وتوفي في 4 يونيو 1846 في مانهايم في ألمانيا.